# Торбино (станция)
Торбино — железнодорожная станция Санкт-Петербургского отделения Октябрьской железной дороги. Располагается в посёлке при железнодорожной станции в Окуловском муниципальном районе Новгородской области, в составе Боровёнковского сельского поселения.

## История
Станция, III класса, была открыта 1 (13) ноября 1851 года, под названием — Торбинская, в составе Санкт-Петербурго-Московской железной дороги. Название станции происходит от озера Торбино и было утверждено приказом МПС № 227 от 21 декабря 1850 года. После переименовании дороги 8 (20) сентября 1855 года, станция в составе Николаевской железной дороги, а в 1863 году получила официальное название в создаваемой сети железных дорог — Торбино.

Первоначально на станции было построено две каменные водонапорные башни, две деревянные высокие платформы, по обеим сторонам от путей и деревянный пассажирский дом (вокзал) размером 4,6 х 3,5 саж (9,2 × 7 м). В 1864 и 1890 годах, в связи с удлинением состава поездов, производились работы по удлинению пассажирских платформ. Во время правления Главным обществом российских железных дорог, с 1868 по 1893 годы, на станции был увеличен деревянный вокзал, с размера 4,6 х 3,5 саж до 4,6 х 6,1 саж (9,2 × 12,2 м).

С 27 февраля 1923 года, после переименовании дороги, станция в составе Октябрьской железной дороги, приказом НКПС № 1028 от 20 августа 1929 года станция в составе Октябрьских железных дорог,
с 1936 года станция в составе Октябрьской железной дороги.

Согласно тарифному руководству № 4 от 1947 года, станция производит операции по приёму и выдачи только повагонных грузов, допускаемых к хранению на открытых площадках, а также приёму и выдаче всех грузов мелкими отправками. С 1965 года согласно тарифному руководству № 4 дополнительно производятся работы по хранению грузов повагонными и мелкими отправками, загружаемых целыми вагонами на подъездных путях и местах необщего пользования, продажа билетов на все пассажирские поезда, приём и выдача багажа. Приказом Росжелдора № 211 от 6 июня 2014 года прием и выдача багажа на станции не производится.

В 1971 году присвоен код ЕСР № 0635, 1975 году присвоен новый код ЕСР № 06350., с 1985 года код АСУЖТ (ЕСР) № 041208.
В 1982 году станции присвоен код Экспресс-2 № 20586, с 1994 года новый код Экспресс-3 № 2004586.

Согласно картам 1930 - 1950х годов и сайту Сергея Болошенко от станции были проложена лесовозная линия Торбино - Усть-Вольма длиной 32 км, на разных картах ветка показана то ширококолейная, то узкоколейная. Линия разобрана, на спутниковых картах видна просека от данной железной дороги к северо-востоку от станции.